# Vinbärsurna
Vinbärsurna (Godronia uberiformis) är en svampart som beskrevs av J.W. Groves 1965. Vinbärsurna ingår i släktet Godronia och familjen Helotiaceae.  Arten är reproducerande i Sverige. Inga underarter finns listade i Catalogue of Life.